# Kuduvanahalli, Kolar
Kuduvanahalli là một làng thuộc tehsil Kolar, huyện Kolar, bang Karnataka, Ấn Độ.